# RealSports
A RealSports sportvideójáték-sorozat, melynek tagjait eredetileg az Atari, Inc. fejlesztette és jelentette meg. A sorozat első játékai 1982-ben jelentek meg az Atari 2600-ra, majd a sorozat később az Atari 5200 és az Atari 7800 konzolok, valamint az Atari 8 bites otthoniszámítógép-család tagjaira is továbbterjeszkedett. Az 1980-as évek elejére az Atari a VCS konzoljára készített kezdeti sportjátékai — a Home Run és a Football — a grafika és a játékmenet terén is elavultnak bizonyultak, ezt egy a Mattel által készített Intellivision-reklámkampányban is kihangsúlyozták. A RealSports sorozat az Atari a sportjátékok újjáélesztésére tett kísérlete volt a konzoljain.

## Fejlesztés
Az Atari a RealSports sorozat fejlesztését egy 1980-as agresszív Intellivision-reklámkampány indította be, amelynek frontembere George Plimpton volt, és amely az Atari 2600-ra készült sportjátékok grafikáját és játékmenetét kritizálta. A reklámok negatív fényben hasonlították össze az Atari sportjátékait a Mattel Sports Network játéksorozatához, az első sportvideójáték-sorozathoz.
A sorozat első három játéka a RealSports Baseball (1982. október), a RealSports Football (1982. december) és a RealSports Volleyball (1982. november) volt. A baseball- és az amerikaifutball-játékok tulajdonképpen a 2600 platformra korábban megjelent játékok feljavított változatai voltak, azonban a röplabdajáték az első Atari-platformra megjelent röplabdatematikájú játék volt. Ezeket a RealSports Soccer és RealSports Tennis követte, mielőtt a videójáték-ipar 1983-as összeomlása gátat vetett további RealSports-játékok fejlesztésének, amíg az Atari a Warner Brothers vezetése alatt állt.
Miután 1984-ben eladták az Atarit Jack Tramielnek, további két RealSports-játék jelent meg. A RealSports Boxing 1987-ben került forgalomba, míg 1988-ban az utolsó RealSports-játékként újabb frissítése jelent meg a RealSports Baseballnak az Atari 7800 platformra. RealSports Basketball címen egy kosárlabdajáték is fejlesztés alatt állt, azonban az végül soha sem jelent meg hivatalosan egyetlen eredeti Atari-platformra sem, habár később az AtGames Flashback konzolcsaládjának tagjain helyet kapott.

## Videójátékok
| RealSports-játékok | RealSports-játékok    | RealSports-játékok |
| Év                 | Cím                   | Platform           |
| ------------------ | --------------------- | ------------------ |
| 1982               | RealSports Baseball   | 2600, 5200, 7800   |
| 1982               | RealSports Football   | 2600, 5200, 8 bit  |
| 1982               | RealSports Volleyball | 2600               |
| 1983               | RealSports Soccer     | 2600, 5200         |
| 1983               | RealSports Tennis     | 2600, 5200, 8 bit  |
| 1987               | RealSports Boxing     | 2600               |
| Nem jelent meg     | RealSports Basketball | 2600, 5200, 8 bit  |

## Fogadtatás
Az 1984 Software Encyclopedia című könyvben a RealSports sorozatot az Atari sportjátékainak hatásos felfrissítésének nevezték. 2018-ban a Retro Gamer brit magazin pozitív fényben hasonlította a RealSports sorozatot a Mattel Sports Network című Intellivisionre megjelent sorozatával szemben.

## Utóélet
A játék szellemi jogtulajdona átszállt a Hasbro Interactive-ra, majd 2001-ben az Infogrames felvásárolta a vállalatot és később felvette az Atari SA nevet. A játék 2600-verziója helyet kapott a 2005-ben az Infogrames által megjelentetett Atari Anthology gyűjteményen. 2011-ben az Atari Flashback 3-ra, a Flashback-konzolsorozat első AtGames által gyártott tagjára is felkerült. A játék 2021-ig az összes rákövetkező Flashback-konzolon is helyet kapott, így szerepel a Flashback 4-en, az 5-ön, a 6-on, a 7-en, a 8-on, a 9-en és a X-en is.

## Fordítás
- Ez a szócikk részben vagy egészben  a   RealSports című angol Wikipédia-szócikk ezen változatának fordításán alapul.  Az eredeti cikk szerkesztőit annak laptörténete sorolja fel. Ez a jelzés csupán a megfogalmazás eredetét és a szerzői jogokat jelzi, nem szolgál a cikkben szereplő információk forrásmegjelöléseként.